# Нагаи, Юка
Юка Нагаи (яп. 永井 優香 Нагаи Ю:ка, ромадзи: Yuka Nagai; род. 30 ноября 1998, Токио) — японская фигуристка, выступавшая в одиночном катании. Бронзовый призёр Гран-при Канады (2015) и участница чемпионата четырёх континентов (2015).
По состоянию на сентябрь 2016 года занимала двадцать третье место в рейтинге Международного союза конькобежцев.

## Карьера
Начала заниматься фигурным катанием в шесть лет, увидев по телевизору выступление Мао Асады. Её тренером был Мэгуму Сэки, затем каталась под руководством Макото Наката. Обучалась в средней школе Комаба Гакуэн, впоследствии поступила в Университет Васэда на факультет общественных наук.
В 2012 году стала восемнадцатой на чемпионате Японии среди юниоров. В том же сезоне завоевала бронзу юниорского Asian Trophy и дебютировала в серии юниорского Гран-при. В сезоне 2014/2015 её результаты значительно улучшились. Она дважды стала серебряным призёром на этапах Гран-при среди юниоров, в связи с чем квалифицировалась в финальный турнир серии. В соперничестве с тремя россиянками и двумя японками, Нагаи заняла в финале пятое место.
На чемпионате Японии 2015, который стал её дебютом во взрослых, Нагаи финишировала четвёртой. Перед этим завоевала бронзу юниорского чемпионата страны. Благодаря этим результатам она была включена в состав сборной на чемпионат четырёх континентов и юниорское первенство мира. Четыре континента завершила шестой, а на чемпионате мира среди юниоров по итогам двух программ оказалась на седьмой строчке.
В начале сезона 2015/2016 выступила на Мемориале Непелы, где замкнула шестёрку лучших. Затем впервые приняла участие в турнирах взрослого Гран-при. На этапе в Канаде она показала уверенное, зрелое катание, эксперты отмечали её артистизм, за счёт чего завоевала бронзовую медаль. На последующем Гран-при России заняла восьмую строчку. На чемпионате Японии 2016 выступила не так удачно как в прошлом году, расположившись на седьмом месте.
В серии Гран-при 2016 года Нагаи стала десятой и одиннадцатой на этапах во Франции и Канаде, соответственно. Эти турниры оказались последними международными стартами в её карьере. После чего она занимала на чемпионатах Японии места, не позволяющие попасть в состав сборной. По окончании чемпионата Японии 2021, на котором заняла двадцать четвёртое место, Нагаи завершила соревновательную карьеру.

## Результаты
| Соревнования                | 11/12         | 12/13         | 13/14         | 14/15         | 15/16         | 16/17         | 17/18         | 18/19         | 19/20         | 20/21         |
| Международные               | Международные | Международные | Международные | Международные | Международные | Международные | Международные | Международные | Международные | Международные |
| --------------------------- | ------------- | ------------- | ------------- | ------------- | ------------- | ------------- | ------------- | ------------- | ------------- | ------------- |
| Четыре континента           |               |               |               | 6             |               |               |               |               |               |               |
| Гран-при Франции            |               |               |               |               |               | 10            |               |               |               |               |
| Гран-при Канады             |               |               |               |               | 3             | 11            |               |               |               |               |
| Гран-при России             |               |               |               |               | 8             |               |               |               |               |               |
| Мемориал Непелы             |               |               |               |               | 6             |               |               |               |               |               |
| Bavarian Open               |               |               |               |               | 1             |               |               |               |               |               |
| Международные среди юниоров |               |               |               |               |               |               |               |               |               |               |
| Чемпионат мира              |               |               |               | 7             |               |               |               |               |               |               |
| Финал Гран-при              |               |               |               | 5             |               |               |               |               |               |               |
| Гран-при Японии             |               |               |               | 2             |               |               |               |               |               |               |
| Гран-при Словении           |               |               |               | 2             |               |               |               |               |               |               |
| Гран-при Латвии             |               |               | 8             |               |               |               |               |               |               |               |
| Гран-при Австрии            |               | 8             |               |               |               |               |               |               |               |               |
| Asian Trophy                |               | 3             |               |               |               |               |               |               |               |               |
| Национальные                |               |               |               |               |               |               |               |               |               |               |
| Чемпионат Японии            |               |               |               | 4             | 7             | 24            | 22            | 24            | 9             | 24            |
| Национальные среди юниоров  |               |               |               |               |               |               |               |               |               |               |
| Чемпионат Японии            | 18            | 18            | 19            | 3             |               |               |               |               |               |               |